# La trama
La trama (títol original: The Spanish Prisoner) és una pel·lícula estatunidenca dirigida per David Mamet, estrenada l'any 1997. Ha estat doblada al català.

## Argument
Un jove enginyer, Joe Ross, acaba d'inventar un procediment que considera ha de permetre a la seva societat conquistar tot el mercat en alguns anys. És convidat a un viatge de motivació a Sant-Estèphe a Carib on, en un marc luxós, coneix els accionistes de la societat pels exposar-los la idea. Joe aborda la qüestió del seu bonus pels seus treballs susceptibles de permetre grans ingressos a la societat, però Klein, el seu director, és evasiu al respecte.
Joe simpatitza en el viatge amb Susan Ricci, nova secretària de direcció que va acompanyada del seu cap. Es fan fotos a la platja. Observant que han estat preses amb la dona que l'acompanya, Julian « Jimmy » Dell, que aparentment acabava d'arribar en el seu hidroavió personal; demana a Joe si pot comprar el seu aparell de fotos per mil dòlars. Joe, desconcertat, li dona l'aparell sense agafar els diners. A la tarda, troba una jove, Pat McCune que conversa amb Susan. Ella es presenta com a agent de l'FBI.

## Repartiment
- Campbell Scott: Joe Ross
- Steve Martin: Julian « Jimmy » Dell
- Rebecca Pidgeon: Susan Ricci
- Ben Gazzara: Klein
- Ricky Jay: George Lang
- Felicity Huffman: Pat McCune
- Ed O'Neill: El cap de l'equip de l'FBI
- Lionel Mark Smith: L'inspector Jones
- Jim Frangione: L'inspector Luzzio
- Richard L. Friedman: Home de negocis n°1
- Jerry Graff: Home de negocis n°2
- G. Roy Levin Home de negocis n°3
- Paul Butler: El libreter
- Steve Goldstein: L'advocat n°1
- Jonathan Katz: L'advocat n°2
- Takeo Matsushita: L'US Marshal n°1

## Premis i nominacions

### Nominacions
- Premi Edgar-Allan-Poe
  - Millor film per David Mamet
- Premis Chlotrudis
  - Millor guió per David Mamet

- Premis Film Independent Spirit 
  - Millor guió per David Mamet

## Crítica
- "La narració de Mamet és d'una precisió implacable, avança amb la perfecció d'un rellotge suís per qüestionar a cada moment el que ha succeït en l'escena anterior"[3]
- "Enginyós i sorprenent thriller, llàstima que tant suspens i emoció rematin en un final precipitat i decebedor"[4]